# Deronje
Deronje (en serbe cyrillique : Дероње) est une localité de Serbie située dans la province autonome de Voïvodine. Elle fait partie de la municipalité d'Odžaci dans le district de Bačka occidentale. Au recensement de 2011, elle comptait 2 490 habitants.
Deronje est officiellement classé parmi les villages de Serbie.

## Démographie

### Évolution historique de la population
| 1948  | 1953  | 1961  | 1971  | 1981  | 1991  | 2002  | 2011  |
| ----- | ----- | ----- | ----- | ----- | ----- | ----- | ----- |
| 3 147 | 3 337 | 3 312 | 3 154 | 2 963 | 2 889 | 2 847 | 2 490 |

|  |